# Jeanne Baraduc
Ne doit pas être confondu avec Jeanne Galzy.
Pour les articles homonymes, voir Baraduc.
Jeanne Baraduc, née Clausels le 26 février 1879 à Riom (Puy-de-Dôme) et morte le 19 janvier 1957 à Paris, est une peintre française.

## Biographie
Jeanne Baraduc expose des paysages, des portraits, des fleurs, des natures-mortes, etc. de 1927 à 1929 au Salon des artistes français et au Salon d'automne. 
Elle participe aux expositions de groupe organisées par la Société des femmes artistes modernes, créée en 1931 par Marie-Anne Camax-Zoegger. 

### Famille
Fille de Marie-Jean-Clodomir Clausels, avocat à la cour d'appel de Riom et adjoint au maire, elle épouse le docteur Franck Baraduc de Châtel-Guyon. Elle est la sœur de la belle-mère d'Henri Pourrat dont elle réalise un portrait présenté en 1927 au Salon des indépendants.

## Collections publiques
- Les Myosotis, huile sur toile, 61,5 x 38 cm, avant 1929[3], musée national d'Art moderne